# Valea Oilor, Iași
Valea Oilor este un sat în comuna Bălțați din județul Iași, Moldova, România.

## Așezare geografică
Satul Valea Oilor este situat în comuna Bălțați, la nord de satul Bălțați, pe coordonatele 47,23° latitudine nordică - 27,10° longitudine estică.
Bazinul hidrografic Valea Oii (Oilor) este localizat în partea de nord-est a României, se suprapune aproape în totalitate peste arealul Câmpiei Moldovei (excepție făcând un mic areal din bazinul superior și izvorul văii, care fac parte din Podișul Sucevei)  și ocupă o poziție central-vestică în cadrul bazinului hidrografic Bahlui. 
Bazinul hidrografic Valea Oii (Oilor) se învecinează în nord și nord-est cu bazinul hidrografic Măgura (74.21 km²), Putina (16.28 km²), Bahlui (322.7 km²), la nord-vest cu Bâdilița (22 km²), la vest cu Hărmănești (41 km²), la sud cu Pășcănia (11.32 km²), Probota (10 km²), Cucuteni (12.45 km²) și nu în cele din urmă cu Bahluieț (110.56 km²).